# Pseudophilautus stellatus
Espèce
Synonymes
- Polypedates stellata Kelaart, 1853
- Philautus stellatus (Kelaart, 1853)

Statut de conservation UICN

 EX  : Éteint
Pseudophilautus stellatus est une espèce éteinte d'amphibiens de la famille des Rhacophoridae.

## Répartition
Cette espèce était endémique du Sri Lanka. Elle n'est connue que de sa localité type Nuwara Eliya, dans le sud de l'île,.

## Description
Son holotype a été perdu. Kelaart en a fait la description suivante : « Dessus vert brillant, avec des bandes transversales plus foncées, et irrégulièrement tacheté de blanc. Membres rayés de brun et tachetés de blanc. Dessous blanc rosâtre. Corps ovale. Longueur totale d'environ 2 pouces 1/4... Cette grenouille, aussi, change de la couleur verte en un brun violacé, les bandes transversales deviennent brunes, mais les taches blanches sont toujours présentes. »

## Publication originale
- Kelaart, 1853 : Prodromus Faunae Zeylanicae: being Contributions to the Zoology of Ceylon. Self-published by E. F. Kelaart, Colombo.